# 美国海军通用舰船分类符号
美国海军通用舰船分类符号（英語：US Hull Classification Symbols）是用来识别不同类别的舰船的代号。英國皇家海军和其他的欧洲国家的海军也用极为相似的代号来表明不同类别的战舰和海军战船舷号系统。
分类代号和舷号是一艘现代战舰必有的标志。当战船得到重大改进或者另作他用时将会得到一个新的代号，有时候会更舷号有时候则不会。当然，这个代号系统自1907年诞生以来也经过很多次的改变，所以很多战船的代号会随着代号系统的修改而修改，但其实战舰本身并没有任何改变。
很多美国战船的代号并未真正使用，但这些代号也紀錄在海军舰艇数据库中。
1975年，美国海军将巡洋舰、护卫舰、远洋护卫舰重新分类以达到与其他国家分类方法的统一。
如果一艘船的舰船分类代号以"W"开头，那代表该船隶属美国海岸警卫队。如果一艘船以"T-"开头，则代表该船是美国海洋军事补给司令部的民用船只。

## 軍艦
軍艦被設計用來參與戰鬥行動。
兩個字母代碼適用於區分各種巡洋艦亞型的需求。
| 戰艦（Battleship）  | 重型砲艦 (–1962年)                              | BB  |
| 巡洋艦（Cruiser）   | 裝甲（Armored）(1921年–1931年) 重型 (1931–1975) | CA  |
| 巡洋艦（Cruiser）   | 大型 (–1947年)                                  | CB  |
| 巡洋艦（Cruiser）   | 戰鬥 指揮（Command） (–1961年)                  | CC  |
| 巡洋艦（Cruiser）   | 輕型（Light） (–1950年)                         | CL  |
| 巡洋艦（Cruiser）   | 航空或飛行（Voler，法語）                       | CV  |
| 驅逐艦（Destroyer） | 船艦                                            | DD  |
| 驅逐艦（Destroyer） | 護衛（Escort）                                  | DE  |
| 驅逐艦（Destroyer） | 飛彈（Guided Missile）                          | DDG |

### 航空母舰（CV）
所有被用于以舰载机为主要战斗工具的战舰，统称为航空母舰。"CV"是航空母舰最基本的代号。最早"CV"是由巡洋舰（cruisers）而来，这是由于当时的航空母舰的用途被看作是用于延伸对海上的控制，这个代号同时区别了航母与巡洋舰的作用。字母"V"由法语中"Voler"（飞行，Fly）。这与当时大众的看法并不相同，当时人们认为"CV"的意思代表的是"Carrier Vessel"（运载舰只）。自1935年后，"CV"正式成为了舰船类别代号，其意义为"Aircraft Carrier"（航空母舰）。在美国，航空母舰的代号被分类两个序列：第一序列为"CV"序列，即战斗航母序列。以兰利号为该序列首舰，编号CV-1；第二序列为"CVE"序列，即护航航母序列。该序列编号自CVE-1長岛号开始一直到CVE-127冲绳号为止（實際上真正下水服役者僅至CVE-123天寧號，後續四艘則都被取消建造），该序列现已经被废除。
以下为航母的各种类别：
- AV：水上飞机母舰 （退役）
- AVG：飞机运载母舰 (改劃為护航航母) (1941~1942年使用)
- AVD：攻击型水上飞机航空母舰 (退役)
- AVP：水上巡逻飞机航空母舰 (退役)
- ACV：飞机运载母舰 (护航航母) (1942年使用)
- CV：舰队航空母舰 (1921年~1975年使用)、多功能航空母舰(1975年至今)
- CVA：攻击型航空母舰 (1975年6月30日与"CV"合并)
- CVAN：核动力攻击型航母  (1975年6月30日与"CVN"合并)
- CVB：大型航空母舰(1952年与"CVA"合并)
- CVE：护航航空母舰 (退役) (1945年取消该代号和序列)
- CVHA：攻击直升机航空母舰 (退役)
- CVHE：护航直升机航空母舰 (退役)
- CVL：轻型航空母舰 (退役)
- CVN：核动力多功能航空母舰
- CVS：反潜航空母舰 (退役)
- CVT：航母训练舰 (现改为"AVT")
- CVU：徵用性航空母舰 (退役)
- CVG：導彈航空母艦、導彈（退役）
- CF：飛行甲板巡洋艦（1930年代，退役未使用）
- CVV：[1]中型多用途航空母艦（退役未使用）

### 其他水面战舰
这些水面舰只通常用于在公海与敌交战。最常见的莫过于战列舰，巡洋舰和驱逐舰了。战列舰通常具有厚重的装甲和强大的火力，巡洋舰相对战列舰这两方面都要弱一些，驱逐舰以及其他小型舰则更弱。在1920年以前，这些水面战舰的代号通常以“<类别>编号”作为格式，其中类别则要求必须用全称。但这些代号通常的被以最简短方式记录，就像“B-x”、"C-x"、"D-x"等等。比如，1920年前，明尼苏达号（BB-22）的战舰代号必须标为“USS Minnesota, Battleship number 22”（美国海军明尼苏达号，第22号战列舰），但在纪录中则记为“USS Minnesota, B-22”。1920年后，战舰代号在纪录，和战舰标示上都改为了“USS Minnesota (BB-22)”，以尽可能的简化。
以下为水面战舰的各种类别代号：
- B：战列舰 （1920年前）
- BB：战列舰（退役）
- BBG：导弹战列舰 (仅适用于理论文章中，并没有实际使用)
- BBGN：核动力巡航导弹战列舰(從未使用)
- BM：淺水重炮艦(1920年退役)
- ACR：铁甲巡洋舰 (1920年前)
- C：巡洋舰 (1920 年之前的防護巡洋艦和和平巡洋艦)
- CA：(第一版本) 巡洋舰 (退役，由 1920 年之前所有倖存的防護巡洋艦和和平巡洋艦組成)
- CA：(第二版本) 重巡洋舰, 从重炮巡洋舰中区分出来 (退役)
- CAG：飞航导弹巡洋舰(退役)
- CB：大型巡洋舰(退役)
- CBC：大型指挥巡洋舰 (退役，从未在实际中使用)
- CC：战列巡洋舰 (退役，英德的该型舰只经历过一战，美国战巡从未实际使用过，一战后被改造为航空母舰)
- CC：(第二种用法) 指挥巡洋舰 (退役)
- CG：導彈巡洋艦
- CGN：核動力導彈巡洋艦
- CL：轻巡洋舰 (退役)
- CLAA：防空巡洋舰 (退役)
- CLG：輕型導彈巡洋艦 (退役)
- CLGN：輕型核動力導彈巡洋艦 (退役)
- CLK：猎艇巡洋舰 (于1951年停止使用)
- CS：侦查巡洋艇 (退役)
- CSGN：洲际打击导弹巡洋舰（暂译）
- D：驱逐舰 (1920年前)
- DD：驱逐舰
- DDE：反潜驱逐舰(该代号于1962年取消)
- DDG：飛彈驅逐艦
- DDK：猎艇驱逐舰 (该代号于1950年3月4日与DDE合并)
- DDR：雷达哨驱逐舰 (退役)
- DE：護航驅逐艦 (二战后与改称远洋护航驱逐舰“Ocean Escort”)
- DE：远洋护航驱逐舰 (该代号于1975年6月30日停用)
- DEG：远洋导弹驱逐舰 (该代号于1974年6月30日停用)
- DER：远洋雷达哨驱逐舰 (该代号于1974年6月30日停用)
- DL：引导驱逐舰 (后改称为护卫舰) (退役)
- DLG：导弹护卫舰 (该代号于1974年6月30日停用)
- DLGN：核动力导弹护卫舰 (该代号于1974年6月30日停用)
- DM：布雷驱逐舰 (退役)
- FF：巡防艦 (退役)
- FFG：导弹护卫舰
- FFR：雷达哨护卫舰 (退役)
- FFT：作训护卫舰 (退役)
- K：護衛艦（一种介于海岸巡逻艇和护卫舰的舰级） (退役)
- LCS：濒海战斗舰
- M：巡战艇 (1880-1920)
- PS：装甲舰 (专指纳粹德国的德国级)

### 潜艇（SS）
这里的潜艇指所有能够机动式军用潜艇（通常以SS开头，代表submersible ship，即潜艇的意思）无论用于战斗、辅助以及研发。以下为潜艇的各种类别及代号：
- SC: 巡洋潜艇(退役)
- SF: 舰队潜艇 (退役)
- SM: 布雷潜艇(退役)
- SS: 攻擊潛艇
- SSA: 货运潜艇(退役)
- SSB: 彈道導彈潛艇
- SSBN: 核動力彈道導彈潛艇
- SSK: 猎艇潜艇(退役)
- SSN: 核子動力潛艇
- SSG: 導彈潜艇 (退役)
- SSGN: 核動力導彈潛艇
- SSO: 运油潜艇(退役)
- SSP: 运输潜艇(退役)
- SSR: 雷达哨潜艇(退役)
- SSRN: 核动力雷达哨潜艇 (退役)
- SST: 作训潜艇(退役)
- AGSS: 补给潜艇
- AOSS: 运油潜艇 (退役)
- ASSP: 运输潜艇 (退役)
- APSS: 运输潜艇 (退役)
- LPSS: 两栖登陆潜艇 (退役)
- SSLP：運輸潛艇（退役）

SSP, ASSP, APSS, 和SSLP 其实是同一个种类在不同时期的代号
- X：微型潛艇
- IXSS: 未分类潜艇
- MTS: 固定训练潜艇（岸基训练潜艇）(改装自核动力弹道导弹潜艇，用于海军训练)

### 武装巡逻艇
战斗巡逻舰指其任务不仅仅是近海巡逻，而且还有一定的自持力和远洋能力以保证在公海执行任务，且能够在超过48小时无补给的情况下作战。该类舰全部已经退役。
- PC: 近海巡逻舰
- PCF: 越南雨燕式战舰
- PE: 一战中的鹰式战舰
- PF: 二战中的护卫舰(Frigate)，基于皇家海军的河级(River class).
- PFG: 特指美国海军“奥利弗·阿泽德·佩里”号导弹护卫舰(USS Oliver Hazard Perry ,FFG-7 )
- PG: 炮艇，后称武装巡逻艇
- PT: 鱼雷摩托快艇(用于二战中)
- PGH: 武装巡逻水翼艇
- PHM: 导弹巡逻水翼艇
- MTB: 魚雷快艇

### 兩棲戰艦
兩棲戰艦包括所有具有兩棲作戰建制能力並具有能夠在公海上長期作戰的特徵的艦艇。艦艇有兩類：兩棲戰艦 (amphibious assault ships)，用於跨越海洋；登陸艇 (Landing Craft)，用於在入侵時將部隊從船上運送到海岸。
美國海軍對帶有井甲板的船舶的船體分類符號取決於其飛機設施：
- LSD：船塢登陸艦，有一個直升機甲板，在舊艦上是可拆卸的。
- LPD：兩棲船塢運輸艦，除了直升機甲板外還有一個機庫。
- LHD：直昇機登陸船塢艦或 LHA：直昇機登陸突擊艦，擁有全長飛行甲板。

艦船：
- AKA：武装货运船 （改為LKA，1969年退役）
- APA：武裝運輸艦 （改為LPA，1969年退役）
- APD：高速運輸艦（改裝驅逐艦或驅逐艦護航）（改為LPR，1969年退役）
- APM：機械化火砲運輸（改為LSD）
- AGC：兩棲部隊旗艦（改為LCC，1969年退役）
- LCC：兩棲指揮艦（第二次使用LCC）
- LHA：直昇機登陸突擊艦(Landing Helicopter Assault)，結合LPH與LSD功能，但偏重航空作戰能量，塢艙小機庫大，容納更多直升機與短場起降飛機
- LHD：兩棲突擊艦(Landing Helicopter Dock)，類似LHA，但偏重登陸強灘能量，塢艙大機庫小，容納更多登陸艇和氣墊船
- LKA：兩棲貨船 (已退役)
- LPA：兩棲運輸艦
- LPD：两栖船坞运输舰(Landing Platform Dock)，類似LSD，但加強運輸能量，以求搭載一個加強營的完整人員裝備
- LPH：直昇機平台登陸艦 (已退役) ，純粹的飛行器載體加飛行甲板，只有機庫沒有塢艙，支援直昇機與短場起降飛機
- LPR：高速運輸艦
- LSD：船塢登陸艦（Landing Ship Dock），類似LST，但敞開式艙門做在登陸艦尾，整個船後方變成塢艙，登陸艇載坦克由後方出艙再登陸。船艏吃水深，塢艙上方可停直昇機
- LSH：重型登陆舰
- LSIL：大型步兵登陆舰 (曾称为LCIL)
- LSL：后勤登陆舰
- LSM：中型登陸艦
- LSM(R)：中型火箭登陆舰 (Rocket)
- LSSL：大型登陆支援舰 (formerly LCSL)
- LST：坦克登陸艦（Landing Ship Tank），敞開式艙門做在登陸艦艏，衝上灘頭後打開艙門，讓坦克快速登陸。船艏吃水淺
- LSV：车辆登陆舰

登陸艇
- LCA：攻击登陆艇
- LCAC：氣墊登陸艇
- LCH：重型登陸艇（英语：Landing Craft Utility）
- LCI：步兵登陸艇 (用于二战时期) 
  - (G)－火炮
  - (L)－大型
  - (M)－迫击炮
  - (R)－火箭
- LCL：后勤登陆艇 (英國使用)
- LCM：机械化登陆艇
- LCP：人员登陆艇
- LCS(L)：(大型) 支援登陆艇 (用于二战时期)
- LCT：坦克登陸艇 (用于二战时期)
- LCU：通用登陸艇
- LCVP：人员和车辆登陆艇
- LSH：重型登陸艦（澳大利亞皇家海軍使用）

### 遠征支援艦
由軍事海運司令部運營，船舶前綴為“USNS”，船體代碼以“T-”開頭。
- EMS：遠征醫療船 (由EPF改裝成醫院船)
- ESD：遠征轉運船塢艦
- ESB：遠征移動基地艦（ESD 的變體，以前稱為 AFSB）
- EPF：遠征快速運輸艦
- MLP：移動登陸平台艦（改為ESD）
- JHSV：聯合高速艦（改為EPF）
- HST：高速運輸艦（類似於 JHSV，並非為二戰時期的高速運輸艦 (APD) ）
- HSV：高速艦

### 水雷舰
水雷舰指以在水面中进行布设（拆除）水雷为主要任务的舰种
以下为布雷舰的各种类别和代号：
- AM: 掃雷艦
- AMb: 港湾扫雷舰
- AMc: 滨海扫雷艇
- AMCU: 水下探雷舰
- MSO: 远洋扫雷艇
- MSC: 滨海扫雷舰
- MCM: 水雷对抗舰
- MCS: 水雷对抗支援舰
- MH: 獵雷艦 （发现並拆除鱼雷之船艦）
  - MH(C): 猎雷舰 (滨海)
  - MH(I): 猎雷舰 (近海)
  - MH(O): 猎雷舰 (远洋)
  - MH(S): 猎雷舰 (普通型号)
- CM: 布雷艦
- CMc: 滨海布雷艇
- MLC: 滨海布雷舰
- DM: 布雷驱逐舰

### 海岸防卫舰
海岸防卫舰指以海岸巡逻和防卫为主要任务的舰只，通常不具备远洋能力.
- FS: 滨海防卫舰
- IX: 帆船護衛艦 (只有憲法號一艘仍然服役)
- PB: 巡逻艇
- PBR: 江河巡逻艇
- PC: 海岸巡逻艇
- PCE: 巡逻护卫艇
- PF: 护卫舰, 其功能与二战中的国民海岸防卫艇相似
- SP: 海岸巡逻艇

## 輔助工具
輔助艦旨在發揮多種作用，支持戰鬥艦艇和其他海軍行動。

### 戰鬥後勤類型
有能力向艦隊單位提供航行補給（UNREP）的船舶。
- AE：彈藥船
- AF：儲存船（退役）
- AFS：戰鬥物資船
- AK：彈藥乾貨船
- AKE：先進彈藥乾貨船
- AKS：物資雜貨船
- AO：艦隊運油船
- AOE：快速戰鬥支援艦
- AOL：輕型油料補給艦
- AOR：油料補給艦
- AVS：航空用品補給艦 （退役）

### 移動物流類型
移動後勤船有能力為遠離母港的其他部署部隊提供直接物資支持。
AC：運煤船（已退休）
AD：驅逐艦補給艦
AGP：巡邏艇補給船
AR：修理船
ARB：修理船 (戰鬥損壞維修)
ARC：修理船 (電纜維修)
ARG：修理船 (內燃機維修)
ARH：重型船體修理船
ARL：修理船 (登陸艇維修)
ARV：修理船舶 (飛機維修)
ARVH：修理船舶(飛機、直升機維修)
AS：潛艇補給船
AW：輔助飛機起降訓練艦（退役）

## 后勤舰船
后勤舰船指那些设计上不具有战斗能力，通常没有武装的战舰。

### 辅助舰
辅助舰只是指被设计为公海航行的舰只进行辅助远洋任务的后勤舰船。也包括那些具有远洋能力的辅助性舰船
- ACS: 水上起重船
- AG: 多用辅助舰
- AGDE: 远洋护卫测试船
- AGDS: 深潜辅助船
- AGER: 环境考察船
- AGF: 指揮艦
- AGFF 护卫舰测试船
- AGM: 导弹射程测量船
- AGOR: 海洋研究船
- AGOS: 水文监视船
- AGS: 测量艇
- AGSS: 辅助研究潜艇
- AGTR: 技术研究船
- AH: 醫療船
- AK: 货运船
- AKR: 车辆运输船
- AKS: 补给储藏船
- AOG: 汽油运输船
- AOT: 燃油运输船
- AP: 运输船
- APD: 快速运输舰
- ARC: 海底光缆铺设船
- ARL: 小型维修船
- ARS: 打捞船
- ASR: 潜艇救援舰
- AT: 远洋拖船
- ATA: 辅助远洋拖船
- ATF: 舰队远洋拖船
- ATS: 营救与打捞船
- AVB: 飞机后勤补给舰
- AVT: 辅助航空登陆训练舰

### 辅助工程船
辅助工程船指那些海军下属（包括没有自行移动能力）的，用于辅助战斗或建立海岸设施的舰船。这些舰船代号中带有"N"的为没有自行移动能力的舰船。
- AB: 浮吊
- AFDB: 大型漂浮干船坞
- AFDL: 小型漂浮干船坞
- AFDM: 中型漂浮干船坞
- APB: 机动式兵营船
- APL: 兵营船
- ARD: 辅助维修干船坞
- ARDM: 中型辅助维修干船坞
- ATA: 辅助远洋拖船
- DSRV：深潛救生艇
- DSV: 深潜航具
- NR: 潜水研究航具
- YC: 驳船
- YCF: 平底（车辆）驳船
- YCV: 飞机运输驳船
- YD: 浮吊
- YDT: 潜水支援船
- YF: 装甲驳船
- YFB: 渡船或汽艇
- YFD: 漂浮干船坞
- YFN: 装甲驳船(无自行移动能力)
- YFNB: 大型装甲驳船 (无自行移动能力)
- YFND: 干船坞伴随船(无自行移动能力)
- YFNX: 特战驳船  (无自行移动能力)
- YFP: 海上钻井
- YFR: 冷藏驳船
- YFRN: 冷藏驳船 (无自行移动能力)
- YFRT: 中继船
- YFU: 港效船
- YG: 垃圾驳船
- YGN: 垃圾驳船 (无自行移动能力)
- YLC: 打捞起重船
- YM: 挖泥船
- YMN: 挖泥船 (无自行移动能力)
- YNG: 闸门船
- YNT: 网船
- YO: 石油驳船
- YOG: 汽油驳船
- YOGN: 汽油驳船 (无自行移动能力)
- YON: 石油驳船 (无自行移动能力)
- YOS: 石油驳船
- YP: 巡逻训练艇
- YPD: 水上打桩机
- YR: 浮动车间
- YRB: 维修船台
- YRBM: 维修船台
- YRDH: 浮动干船坞车间 (壳体)
- YRDM: 浮动干船坞车间 (机械)
- YRR: 放射污染维修船
- YRST: 打捞支援船
- YSD: 水上飞机吊起船
- YSR: 清淤驳船
- YT: 港口拖船 (这些船被分到了 YTB，YTL，以及 YTM 的分类中)
- YTB: 大型港口拖船
- YTL: 小型港口拖船
- YTM: 中型港口拖船
- YTT: 鱼雷试验船
- YW: 淡水驳船
- YWN: 淡水驳船 (无自行移动能力)

## 其餘各項船舶
- 其餘編號船隻：投入使用執行輔助任務的民用船舶，廣泛用於各種大型遠洋船舶以及沿海和船廠船舶（第一次世界大戰；1920年退役）
- IX：未分類雜項單位
- “無”：為了紀念其獨特的歷史地位，憲法號（以前稱為 IX 21）被重新分類為“無”，於1975年9月1日生效。

### 飛艇(Airship)
儘管是飛機，但二戰前的剛性飛艇已投入使用（與水面戰艦和潛艇沒有什麼不同），它們的船尾懸掛著美國國旗，並帶有美國艦艇（USS）的名稱。
- ZMC: 鐵殼飛艇(MC是Metal Clad的縮寫)
- ZNN-G: G级别 飛艇
- ZNN-J: J级别 飛艇
- ZNN-L: L级别 飛艇
- ZNP-K: K级别 飛艇
- ZNP-M: M级别 飛艇
- ZNP-N: N级别 飛艇
- ZPG-3W: 监视巡逻飛艇
- ZR: 硬式飛艇
- ZRS: 硬式飛艇